# 東京都立八王子南特別支援学校
東京都立八王子南特別支援学校（とうきょうとりつ はちおうじみなみとくべつしえんがっこう）は、東京都八王子市に所在する特別支援学校である。2024年に開校し、知的障害のある生徒を対象としている。高等部のみを設置しており、学科は普通科と職能開発科がある。

## 概要
本校は、知的障害教育部門に属する東京都立の特別支援学校であり、高等部のみを設置している。以下の2つの学科を有する。

### 普通科
普通科は、町田市・多摩市・八王子市の一部を通学区域としている。学級編成は普通学級と重度・重複学級に分かれており、普通学級は1クラス8名、重度・重複学級は1クラスあたり3名で構成される。普通学級では、2年次より基礎類型と総合類型に分かれて学習を行う。

### 職能開発科
職能開発科は、軽度から中度の知的障害のある生徒を対象に職業教育を実施しており、東京都全域から生徒を募集している。募集人員は1学年20名であり、選考は、調査書、適性検査、面接により判断される。
教育課程は、国語や数学などの普通教科に加えて、専門教科を設けている。専門教科では「食品コース」と「流通サービスコース」の2分野を設定しており、1年次には両コースを履修する。2年次からは、いずれかのコースを選択して専門的な学習を行う。加えて、3年間を通じて事務・情報処理および清掃に関する学習も行う。

## 作業学習（普通科）
普通学級
- 製造部（農園芸製造班、製造班、食品加工班）
- サービス部（環境サービス班、事務サービス班）

重度・重複学級
- 清掃班、食品加工班、製造班、農園芸班、事務班

## 制服
本校では、ブレザータイプの標準服が採用されている。

## 主な行事
- 校外学習
- 大瑠璃祭
- 宿泊防災訓練
- 職場見学
- 産業現場等における実習
- 奥多摩移動教室（1年）
- 修学旅行（2年）
- 卒業遠足（3年）

## 部活動
- 運動部（屋内種目・屋外種目）[4]
- 文化部（芸術・ICT）

## 通学区域
普通科
- 町田市（相原町、小山町、小山ヶ丘）
- 多摩市（和田、落合、鶴牧、山王下、中沢、唐木田、南野（3丁目のみ））
- 八王子市（鹿島、別所、松が谷、南大沢、大塚、上柚木、東中野、下柚木、堀之内、鑓水、越野、中山、松木、南陽台）

職能開発科
- 都内全域[5]

## 所在地
〒192-0375　東京都八王子市鑓水2-88-1

## アクセス
- 京王相模原線「多摩境駅」から徒歩17分
- 京王相模原線「南大沢駅」から京王バス「パークフィーネ前」下車 徒歩6分